# Lliga Vèneta República
Lliga Vèneta República és un partit polític italià regionalista del Vèneto. Fou fundat el 1998 i el 1999 canvià el nom pel de Veneti d'Europa. El 2001 es va fusionar amb el Front Marco Polo i s'anomenà Lliga Front Vèneto, però el 2007 va reprendre el nom original de Lliga Vèneta República. Defensa l'autonomia o independència del poble vènet, a través de mètodes democràtics i no violents conforme el dret internacional. Forma part de l'Aliança Lliure Europea des del 1999.

## Història
Fou fundada el novembre de 1998 per Fabrizio Comencini, qui havia estat destituït com a secretari de la Lliga Nord-Lliga Vèneta per diferències d'estratègia amb Umberto Bossi. Aquest s'havia aliat amb la UDR de Francesco Cossiga i al Vèneto amb l'exministre Carlo Bernini, mentre Comencini preferia al president de la Junta regional Giancarlo Galan. Reclamaren llibertat d'acció dins la Lliga Nord i fou destituït.
El 4 d'octubre es funda el nou partit, amb Comencini com a president i el conseller regional Mariangelo Foggiato com a secretari. Se’ls uneix el senador Antonio Serena. A les eleccions europees de 1999 es presentà en coalició amb Union für Südtirol i el Moviment Friül, però només va obtenir el 3,5% al Vèneto i cap escó. Poc després sopesaren una possible aliança amb Forza Italia per a les regionals, però l'aliança de la Lliga Nord amb el Pol de les Llibertats frustrà l'acord.
A les regionals de 2000 obtenen 56.000 vots (2,45%) però cap conseller. Aleshores s'aliaren amb la llista Front Marco Polo, que havia tret 1,25% i es caracteritzava per atac al centralisme estatal i a la immigració incontrolada i com a LFV es presentaren a les legislatives de 2001 fora dels pols, però no arribaren al 5% i no assoliren escó. A les regionals de 2005 donaren suport al candidat de centresquerra Massimo Carraro, però només van treure l'1,19% (27.500 vots) i cap conseller.
A leseleccions legislatives italianes de 2006 també va donar suport al centreesquerra, però només va obtenir 23.000 vots (0,8%). El 2007 s'adheriren al nou projecte de DCI de Giuseppe Pizza i així assolí un regidor a Vicenza. Però a les eleccions legislatives italianes de 2008 decidí novament marginar-se de les coalicions (Pizza ho feia amb el Poble de la Llibertat) i aplegar totes les forces nacionalistes i independentistes vènetes. El cap, Giorgio Vido, només obtingué l'1,7% al Senat.
A les europees del 2009 no van arribar al 2% a les terres vénetes. Aquest resultat, juntament amb els baixos resultats dels altres partits venetistes, ha obert un procés de convergència dels partits autonomístes i indipendentistes venecians. La majoria dels electors, de tota manera, segueix votant per la Lliga Veneta (la part vèneta federada amb la Lliga Nord), que al vènet s'apropa al 28% dels vots, superant quasi el partit de Berlusconi.

## Secretaris nacionals
- Fabrizio Comencini (1998-2000)
- Ettore Beggiato (2000-2001)
- Giorgio Vido (2001-03)
- Ettore Beggiato (2003-04)
- Fabrizio Comencini (2004-)

## Resultats electorals

### Consell Regional del Vèneto
| Any  | Vots                  | %                     | Escons | +/– |
| ---- | --------------------- | --------------------- | ------ | --- |
| 2000 | 56,448                | 2.46                  | 0 / 60 | Nou |
| 2005 | 27,524                | 1.19                  | 0 / 60 | =   |
| 2010 | Dins de Unió Nord-Est | Dins de Unió Nord-Est | 0 / 60 | =   |
| 2015 | Dins INV              | Dins INV              | 0 / 51 | =   |
| 2020 | 48,932                | 2.38                  | 1 / 51 | 1   |

|                                        | Vots    | %      | Escons |   |
| Europees 1999                          | 117.979 | 0,38   | -      |   |
| Legislatives 2001 (Liga Fronte Veneto) | Cambra  | 74.353 | 0,20   | - |
| Senat                                  | 138.134 | 0,41   | -      |   |
| Legislatives 2006 (Liga Fronte Veneto) | Cambra  | 21.999 | 0,06   | - |
| Senat                                  | 23.214  | 0,07   | -      |   |
| Legislatives 2008                      | Cambra  | 31.353 | 0,09   | - |
| Senat                                  | 47.677  | 0,15   | -      |   |